# Graitzas Paleolog
Konstantyn Graitzas Paleolog, (gr.) Κωνσταντίνος Γραίτζας Παλαιολόγος (XV w.) – bizantyński dowódca.

## Życiorys
Był mało znanym członkiem rodziny Paleologów. Podczas tureckiego podboju Despotatu Morei w 1460 dowodził obroną zamku Salmenikon koło Patras. W 1460 Morea, jako ostatni fragment Cesarstwa Bizantyjskiego, znalazła się pod panowaniem Osmanów. Wówczas władzę stracili Tomasz Paleolog oraz Demetriusz II Paleolog. Graitzasowi udało mu się go utrzymać swój zamek aż do lipca 1461 roku. Po kapitulacji schronił się w weneckiej posiadłości Lepanto. Tam przeszedł na służbę  Republiki Weneckiej.